# Arthur Fallot
Étienne-Louis Arthur Fallot (né le 29 septembre 1850 à Sète, mort le 30 avril 1911 à Marseille) est un anatomopathologiste français qui a décrit de manière détaillée certaines malformations cardiaques. 

## Biographie
Fallot commence en 1867 des études à l'École de médecine à Marseille. Il écrit une thèse sur le pneumothorax soutenue devant la faculté de médecine de Montpellier, en 1876. En 1888, il publie dans « Contribution à l'anatomie pathologie de la maladie bleue (il fait ces recherches a cause de son neveu atteint de la maladie et cela a été sa base de recherche» une description de deux types de cardiopathies congénitales cyanogènes qui portent aujourd'hui son nom : la trilogie et la tétralogie de Fallot.
La pentalogie de Fallot n'a pas été décrite par lui, mais comme cette cardiopathie ajoute une autre malformation à la tétralogie, son nom lui a aussi été associé ; on l'appelle également « tétralogie de Fallot associée à une communication interauriculaire ».
En 1888, Fallot devient également professeur d'hygiène et de médecine légale à Marseille. Signe peut-être de sa reconnaissance tardive — et il publiait surtout dans le Marseille médical, on ne lui a jamais donné la Légion d'honneur.

## Publications

### Publications originales
- Essai sur le pneumothorax, 1876 — Thèse, Montpellier
- (avec Étienne Jourdan), « Notes sur deux cas de cancer généralisé », dans Marseille médical, 1879[7]
- La médecine légale, Marseille, 1883, 16 p. (OCLC 405153702)
- « Contribution à l'anatomie pathologique de la maladie bleue (cyanose cardiaque) », dans Marseille médical, 1888, vol. 25, p. 77-93, 138-158, 207-223, 270-286, 341-354, 403-420
  - (en) « Tetralogy of Fallot : the centenary of the name. A new translation of the first of Fallot's papers », trad. S. P. Allwork, dans Eur J Cardiothorac Surg., 1988;2(6), p. 386-392
- Un cas d'hémiplégie hystérique mâle : avec contracture et atrophie musculaire, 1891, 23 p.
- (avec Émile Cassoute[8] et Joseph Buissou) « L'épidémie cholérique de la fontaine St-Martin », dans Marseille médical, 1894, p. 553
- Note sur un cas d'absence congénitale des muscles pectoraux, 1898

### Édition scientifique
- Fernand Girard[7], Leçons sur la phtisie, professées à l'École de médecine de Marseille par le Dr Girard, 1881 — « Recueillies par le Dr Fallot ».

## Compléments